# Wierstorf
Wierstorf is een plaats in de Duitse gemeente Obernholz, deelstaat Nedersaksen, en telt 110 inwoners.

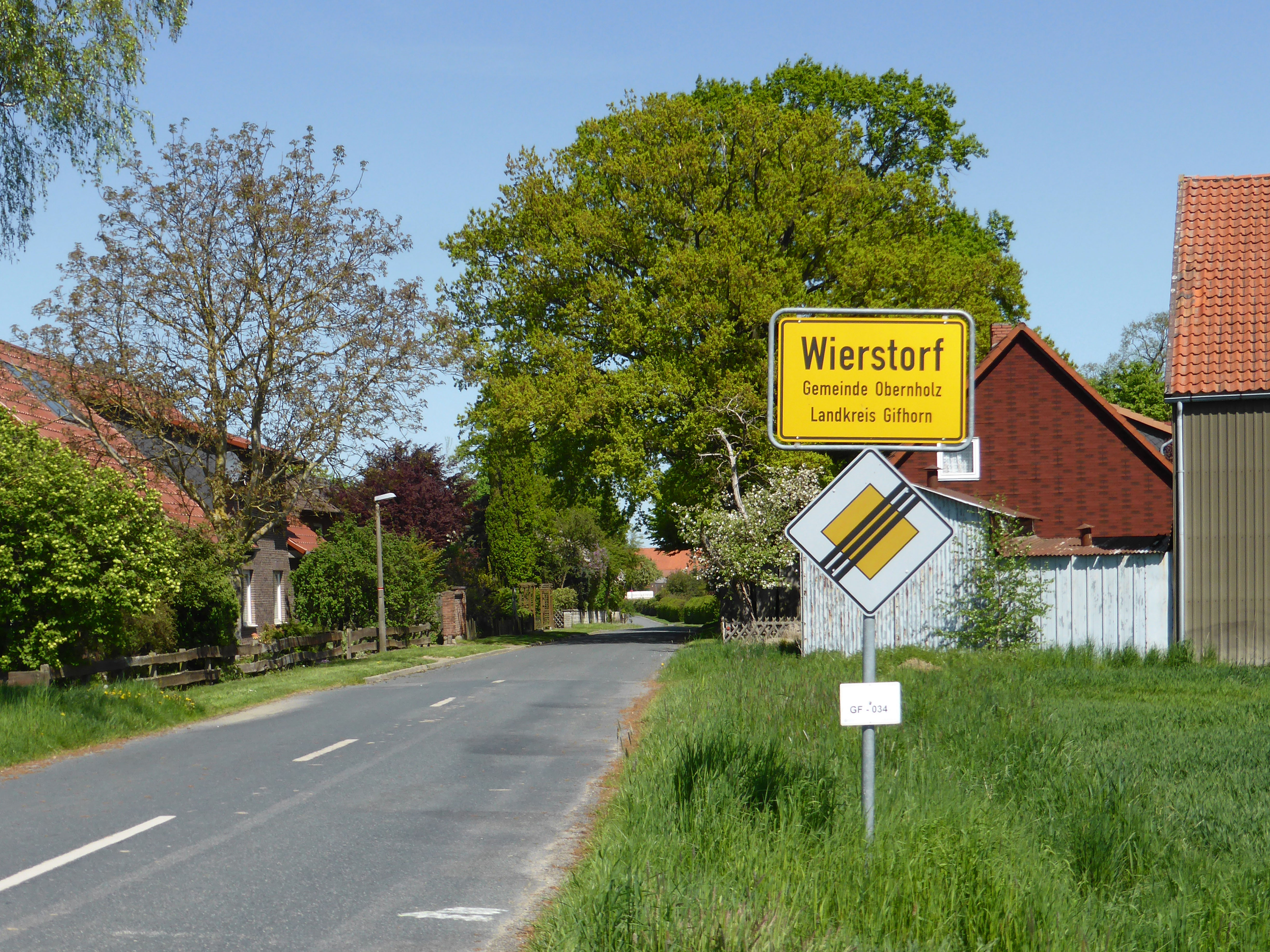
Ingang